# Pädagogische Hochschule Potsdam
Die Pädagogische Hochschule Potsdam „Karl Liebknecht“ war eine Hochschule mit Promotionsrecht im Bezirk Potsdam, seit 1990 in Brandenburg, die vornehmlich der Ausbildung von Lehrern für Oberschulen diente. Die Pädagogische Hochschule Potsdam bestand von 1951 bis 1991.

## Geschichte

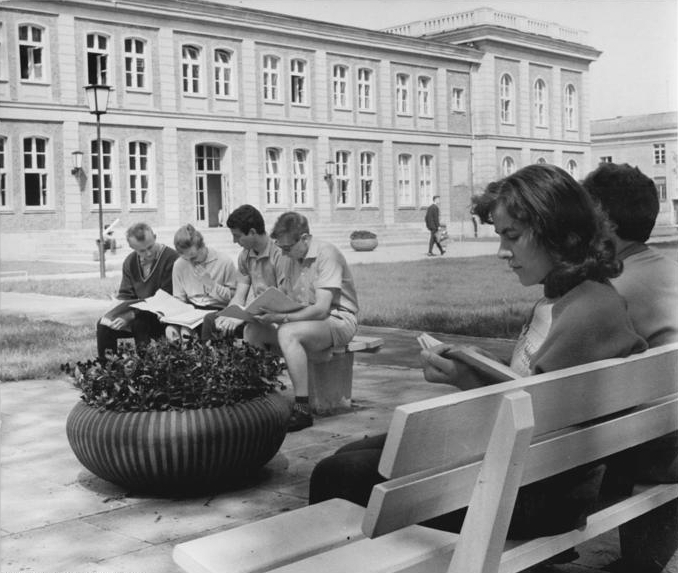
Pädagogische Hochschule Potsdam (1961)

1948 wurde in Potsdam unter Arthur Baumgarten (bis 1951) eine Brandenburgische Landeshochschule mit einer Allgemeinwissenschaftlichen und einer Pädagogischen Fakultät zur Lehrerausbildung gegründet, die 1949 den Betrieb aufnahm. Hinzu kam noch eine Arbeiter- und Bauern-Fakultät (bis 1963). Durch die Neuordnung des Hochschulwesens 1951 wurde die Landeshochschule dem Ministerium für Volksbildung unterstellt und als Pädagogische Hochschule Potsdam fortgeführt, die auch das Promotions- und Habilitationsrecht hatte. 1955 wurde die Studiendauer inkl. Schulpraktika von zwei auf drei Jahre erhöht, 1958 auf vier Jahre. 1958 zählte die Hochschule 291 Professoren, Dozenten und Assistenten. Mit der Einführung der Polytechnischen Oberschule 1959 in der DDR stieg die Schuldauer auf in der Regel 10 Schuljahre. 1971 erhielt die PH Potsdam den Namenszusatz „Karl Liebknecht“. Unter den am Ende 9 PH in der DDR war Potsdam die größte Einrichtung, die 1982 ca. 2100 Studenten und 570 Lehrende in neun Sektionen aufwies. Auch ein Fernstudium war möglich und in der DDR sehr verbreitet. Bis zur Integration 1991 in die Universität Potsdam wurden insgesamt ca. 25.000 Diplomlehrer ausgebildet.
Die Wissenschaftler betrieben auch Forschung im pädagogischen Bereich sowie in den als Schul- bzw. Studienfach gelehrten Wissenschaften, vor allem im philologisch-historischen und mathematisch-naturwissenschaftlichen Bereich. Sie publizierten ihre Ergebnisse sowohl in der von der Hochschule selbst herausgegebenen Wissenschaftlichen Zeitschrift als auch in internationalen Fachzeitschriften und Monographien. Auch in der Bundesrepublik war der Didaktiker Lothar Klingberg bekannt.
Rektoren waren Arno Müller (1951–1956), Günter Scheele (1957–1965), Gerhard Junghähnel (1965–1973), Hans Henseke (1973–1976), Harry Apelt (1976–1989) und Axel Gzik (1989–1990). Die Integration leitete der Gründungsrektor der Universität Potsdam Rolf Mitzner. Außer Junghähnel und Apelt wurden Horst Hartmann, Georg Michel, Manfred Wünschmann und Gerhard Kempter als Verdienter Hochschullehrer der DDR geehrt.
Die freie Lehre hatte ihre politischen Grenzen: Der Botaniker Wolfgang Müller-Stoll protestierte 1961 gegen den Mauerbau und erhielt deswegen Lehrverbot.

## Periodika
- Wissenschaftliche Zeitschrift der Pädagogischen Hochschule („Karl Liebknecht“) Potsdam, 1954–1990.